# لنر، کورن‌وال
لنر (به انگلیسی: Lanner) یک روستا و محله مدنی در بریتانیا است که در کورنوال واقع شده‌است. لنر ۲٬۷۰۱ نفر جمعیت دارد.